# Dave Holland

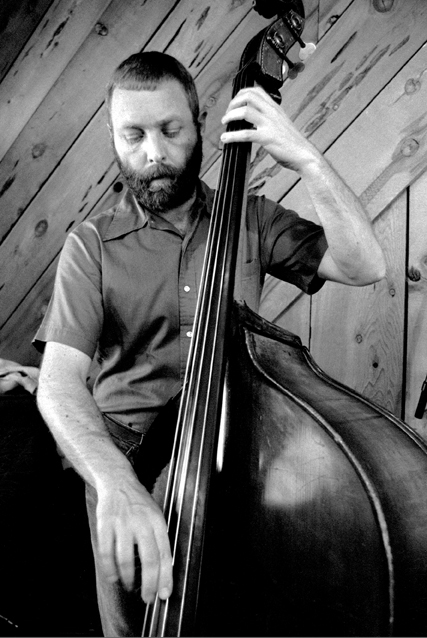
Dave Holland en 1987

Dave Holland nació el 1 de octubre, de 1946 en Wolverhampton, Staffordshire, Inglaterra. Es un músico de jazz, especializado como bajista y compositor. Holland es una figura destacada dentro del estilo avant-garde.
Ha tocado y grabado discos con afamados músicos de jazz, como director y como acompañante. Ha trabajado junto a Miles Davis, Stan Getz, Chick Corea, Anthony Braxton, el multiinstrumentista Sam Rivers, y en el trío Gateway con John Abercrombie, Jack DeJohnette y con el guitarrista Pepe Habichuela.
La mayoría de sus discos están grabados en el sello ECM, aunque desde el 2004 tiene contrato con EmArcy.

## Discografía

### Álbumes destacados
- Music from Two Basses, con el también contrabajista Barre Phillips (n. 1934) - 1971 - ECM
- Conference of the Birds - 1972 - ECM
- Cloud Dance - 1975 - ECM
- Sam Rivers/Dave Holland, Vol. 1 - 1976 - Improvising Artists
- Sam Rivers/Dave Holland, Vol. 2 - 1976 - Improvising Artists
- Emerald Tears - 1977 - ECM
- Life Cycle - 1982 - ECM
- Jumpin' In - 1983 - ECM
- Seeds of Time - 1984 - ECM
- The Razor's Edge - 1987 - ECM
- Triplicate - 1988 - ECM
- Extensions - 1989 - ECM
- Question and Answer - 1990 - colaboración con Pat Metheny y Roy Haynes
- Ones All - 1993 - Intuition
- Dream of the Elders - 1995 - ECM
- Points of View - 1998 - ECM
- Prime Directive - 2000 - ECM
- Not for Nothin' - 2001 - ECM
- What Goes Around - 2002 - ECM
- Extended Play: Live at Birdland - 2003 - ECM
- Overtime - 2005 - Dare2
- Critical Mass[3] - 2006 - Dare2
- Pathways  - 2010 - Octet
- Hands  - 2010 - colaboración con Pepe Habichela

### Compilaciones
- Rarum, Vol. 10: Selected Recordings - 2004 - ECM

### Como colaborador
- Miles Davis: Filles de Kilimanjaro (1968)
- Miles Davis: In a Silent Way (1969)
- Miles Davis: 1969 Miles Festiva De Juan Pins (1969)
- Miles Davis: Bitches Brew (1969)
- Miles Davis: Live at the Fillmore East, March 7, 1970: It's About That Time (1970)
- Miles Davis: Miles Davis at Fillmore: Live at the Fillmore East (1970)
- Circle:[4] A.R.C. (1970) ECM
- Circle: Paris Concert (1971) ECM
- Anthony Braxton: New York, Fall 1974 (1974) Arista
- Anthony Braxton: Five Pieces (1975) (1975) Arista
- Anthony Braxton: Anthony Braxton Live (1975) Arista
- Anthony Braxton: The Montreux/Berlin Concerts [live] (1975) Arista
- Kenny Wheeler: Gnu High (1975) ECM
- Gateway: Gateway (1975) ECM
- Anthony Braxton: Quartet (Dortmund) [en vivo] (1976) HatART (sello de Hathut)[5]
- Tomasz Stańko:[6] Balladyna (1976) ECM 1071
- Kenny Wheeler: Deer Wan (1977) ECM
- Gateway: Gateway 2 (1977) ECM
- Gateway: Homecoming (1994) ECM
- Gateway: In the Moment (1994) ECM
- Kenny Wheeler: Angel Song (1997) ECM
- Bill Frisell: With Dave Holland and Elvin Jones (2001) Nonesuch
- Scolohofo: Oh! (2003) Blue Note